# Еланный Нарык
Еланный Нарык — река в России, протекает в Кемеровской области. Устье реки находится в 55 км от устья по правому берегу реки Черновой Нарык. Длина реки составляет 41 км.

## Данные водного реестра
По данным государственного водного реестра России относится к Верхнеобскому бассейновому округу, водохозяйственный участок реки — Томь от города Новокузнецк до города Кемерово, речной подбассейн реки — Томь. Речной бассейн реки — (Верхняя) Обь до впадения Иртыша.